# Fator de transcrição
Factores de transcrição (TF) são proteínas que se ligam ao DNA de células eucarióticas para permitir que haja uma ligação entre a enzima RNA-polimerase e o DNA, permitindo assim a transcrição e a futura tradução.Qualquer proteína necessária para o início da transcrição, mas que não seja parte integrante do RNA polimerase.
As proteínas desses conjunto são classificadas em 3 tipos:
- TF I: proteínas que são imprescindíveis para a ligação a RNA-polimerase I, responsáveis pela transcrição de genes que resultam em RNAs ribossomais.
- TF II: proteínas que são imprescindíveis para a ligação a RNA-polimerase II, responsáveis pela transcrição de genes que resultam em RNAs mensageiros.
- TF III: proteínas que são imprescindíveis para a ligação a RNA-polimerase III, responsáveis pela transcrição de genes que resultam principalmente em RNAs transportadores.

Da mesma forma, essas proteínas podem inibir a transcrição.
Essas proteínas são essenciais na comunicação genética, controle da expressão genética, ver Redes Funcionais.
Uma característica definidora dos fatores de transcrição é que contêm um ou mais domínios de ligação ao ADN, que se ligam a sequências específicas de ADN adjacentes aos genes que regulam. Outras proteínas, como coativadores, complexos de remodelação da cromatina, acetilases de histonas, desacetilases de histonas, cinases e metilases, também desempenham papéis cruciais na regulação da expressão genética, mas não possuem domínios de ligação ao ADN e, por esse motivo, não são classificados como fatores de transcrição.

## Conservação em diferentes organismos
Os fatores de transcrição são essenciais para a regulação da expressão genética e, como consequência, encontram-se em todos os seres vivos. O número de fatores de transcrição que um organismo possui aumenta com o tamanho do genoma, e genomas maiores tendem a ter mais fatores de transcrição por gene.
Existem aproximadamente 2600 proteínas no genoma humano que contêm domínios de ligação ao ADN, e pensa-se que a maioria delas funcionam como fatores de transcrição. Assim sendo, aproximadamente 10% dos genes do genoma codificam factores de transcrição, fazendo desta família de proteínas a mais extensa entre as proteínas humanas. Além disso, os genes são frequentemente ladeados por múltiplos locais de ligação para diferentes factores de transcrição, e a expressão eficiente de cada um destes genes requer a acção cooperativa de vários factores de transcrição diferentes (por exemplo, no caso dos factores nucleares dos hepatócitos). Portanto, a utilização combinada de um conjunto de aproximadamente 2000 factores de transcrição humanos explica facilmente a regulação particular de cada gene no genoma humano durante o desenvolvimento do organismo.